# ایوان ژلیتسکو
ایوان ژلیتسکو (اوکراینی: Іван Тарасович Желізко؛ زادهٔ ۱۲ فوریهٔ ۲۰۰۱) بازیکن فوتبال است.
وی همچنین در تیم‌های ملی فوتبال Ukraine national under-17 football team, Ukraine national under-18 football team, Ukraine national under-19 football team، و زیر ۲۱ سال اوکراین بازی کرده‌است.